# Wolfram Wuttke
Wolfram Wuttke (ur. 17 listopada 1961 w Castrop-Rauxel, zm. 1 marca 2015) – niemiecki piłkarz występujący na pozycji pomocnika. Trener piłkarski.

## Kariera klubowa
Wuttke jest wychowankiem klubu SG Castrop. W 1976 roku trafił do juniorów zespołu FC Schalke 04. W 1979 roku został włączony do jego pierwszej drużyny, grającej w Bundeslidze. W tych rozgrywkach zadebiutował 6 października 1979 roku w wygranym 3:0 meczu z Werderem Brema. 20 października 1979 roku w wygranym 4:1 spotkaniu z Bayerem Uerdingen strzelił pierwszego gola w trakcie gry w Bundeslidze.
W grudniu 1980 Wuttke odszedł do Borussii Mönchengladbach, również z Bundesligi. Pierwszy ligowy mecz zaliczył tam 12 grudnia 1980 roku przeciwko Borussii Dortmund (1:0). Spędził tam 2 lata. W grudniu 1982 roku ponownie został graczem Schalke. W 1983 roku spadł z klubem do 2. Bundesligi.
W tym samym roku przeszedł do pierwszoligowego Hamburgera SV. W jego barwach zadebiutował 13 sierpnia 1983 roku w wygranym 3:2 ligowym pojedynku z 1. FC Kaiserslautern. W 1984 roku wywalczył z zespołem wicemistrzostwo RFN.
W listopadzie 1985 roku podpisał kontrakt z innym pierwszoligowym zespołem, 1. FC Kaiserslautern. Pierwszy ligowy występ zanotował tam 20 listopada 1985 roku przeciwko Schalke 04 (0:0). W 1990 roku zdobył z klubem Puchar RFN. W ciągu pięciu lat w Kaiserslautern, rozegrał tam 112 spotkań i strzelił 23 gole.
W 1990 roku Wuttke został graczem hiszpańskiego Espanyolu. Spędził tam 2 lata. W tym czasie zagrał tam w 37 ligowych meczach i zdobył w nich 12 bramek. W 1992 roku powrócił do Niemiec, gdzie został graczem ekipy 1. FC Saarbrücken (Bundesliga). W 1993 roku spadł z nim do 2. Bundesligi. Wówczas zakończył karierę.

## Kariera reprezentacyjna
W latach 1980–1982 w reprezentacji RFN U-21 Wuttke rozegrał 7 spotkań i zdobył 1 bramkę. W seniorskiej kadrze RFN zadebiutował 15 października 1986 roku w zremisowanym 2:2 towarzyskim meczu z Hiszpanią. 9 września 1987 roku w wygranym 3:1 towarzyskim pojedynku z Anglią strzelił pierwszego gola w drużynie narodowej.
W 1988 roku Wuttke został powołany do kadry na Mistrzostwa Europy. Wystąpił na nich w meczu fazy grupowej z Hiszpanią (0:2). Tamten turniej reprezentacja RFN zakończyła na półfinale. W tym samym roku Wuttke był uczestnikiem Letnich Igrzysk Olimpijskich, na których piłkarze RFN zajęli 3. miejsce. W latach 1986–1988 w drużynie narodowej rozegrał 4 spotkania i zdobył 1 bramkę.